# Selljach
Il Selljach è un fiume della Russia siberiana settentrionale (Repubblica Autonoma della Jacuzia), tributario del mare di Laptev.
Nasce e scorre nella parte orientale del grande bassopiano della Jana e dell'Indigirka, in una regione piatta e soggetta, durante l'estate, ad estesissimi impaludamenti, punteggiata da piccoli laghi (circa 6.000 nel bacino del fiume); sfocia nella baia omonima, situata nella parte sudorientale del mare di Laptev. I principali affluenti sono Tut-Balyktach (189 km) e Sjurjuktjach (235 km) dalla destra idrografica, Sygynastach (90 km) dalla sinistra.
Come tutti i fiumi della zona, è ghiacciato in media dai primi di ottobre ai primi di giugno.